# Rybaki (Małdyty)
Pour les articles homonymes, voir Rybaki.
Rybaki est un village polonais de la voïvodie de Varmie-Mazurie, dans le powiat d'Ostróda.